# Маунт Арлингтон (Њу Џерзи)
Маунт Арлингтон (енгл. Mount Arlington) град је у америчкој савезној држави Њу Џерзи.

## Демографија
По попису из 2010. године број становника је 5.050, што је 387 (8,3%) становника више него 2000. године.
| Група             | 2000.         | 2010.         |
| Белци             | 4.121 (88,4%) | 4.267 (84,5%) |
| Афроамериканци    | 85 (1,8%)     | 117 (2,3%)    |
| Азијати           | 178 (3,8%)    | 181 (3,6%)    |
| Хиспаноамериканци | 212 (4,5%)    | 415 (8,2%)    |
| Укупно            | 4.663         | 5.050         |